# Ciclón-3
El Ciclón-3, también conocido como Tsyklon-3, fue un cohete portador orbital soviético y posteriormente ucraniano. Un derivado del ICBM R-36 y miembro de la familia Ciclón, que realizó su primer vuelo el 24 de junio de 1977 y fue retirado el 30 de enero de 2009. Los Ciclón de fabricación ucraniana fueron retirados en favor de futuros cohetes portadores totalmente rusos, como el Angara, y porque se alimentaban con propulsores  hipergólicos tóxicos.

## Sucesor
El Ciclón-4 fue el sucesor del Ciclón-3, una cooperación internacional entre Brasil, Rusia y Ucrania.
Otro sucesor de los cohetes Ciclón, el Ciclón-4M (basado en los diseños del Ciclón-4), está en desarrollo desde 2021 para su uso en el mercado comercial. 

## Incidente con el satélite ecuatoriano NEE-01 Pegaso
El 23 de mayo de 2013, aproximadamente a las 05:38 UTC, el satélite ecuatoriano NEE-01 Pegaso pasó muy cerca de la etapa superior gastada de un Ciclón-3 lanzado en 1985 sobre el océano Índico. Aunque no hubo colisión directa entre el satélite y la etapa superior, se cree que Pegaso sufrió un "golpe de refilón" después de atravesar una nube de escombros y golpear uno de los pequeños trozos. Tras el incidente, se descubrió que el satélite estaba "girando violentamente sobre dos de sus ejes" y era incapaz de comunicarse con su estación terrestre. Aunque Pegaso fue declarado perdido en septiembre de 2013. Los esfuerzos por restablecer el control de Pegaso fracasaron, y el 28 de agosto de 2013 EXA y el Gobierno ecuatoriano tomaron la decisión de declarar el satélite perdido.

## Otros desechos
El cuerpo del cohete Ciclón-3 utilizado para lanzar el Meteor 2-16 el 18 de agosto de 1987 se ha fragmentado cinco veces entre 1988 y 2006 debido en parte al propulsor que quedó en el interior del vehículo, lo que ha provocado más de 100 restos, muchos de los cuales siguen en órbita.